# Neuenhaus
Neuenhaus är en stad i Landkreis Grafschaft Bentheim i förbundslandet Niedersachsen i Tyskland.
Staden ingår i kommunalförbundet Samtgemeinde Neuenhaus tillsammans med ytterligare fyra kommuner.